# Filippo Juvarra

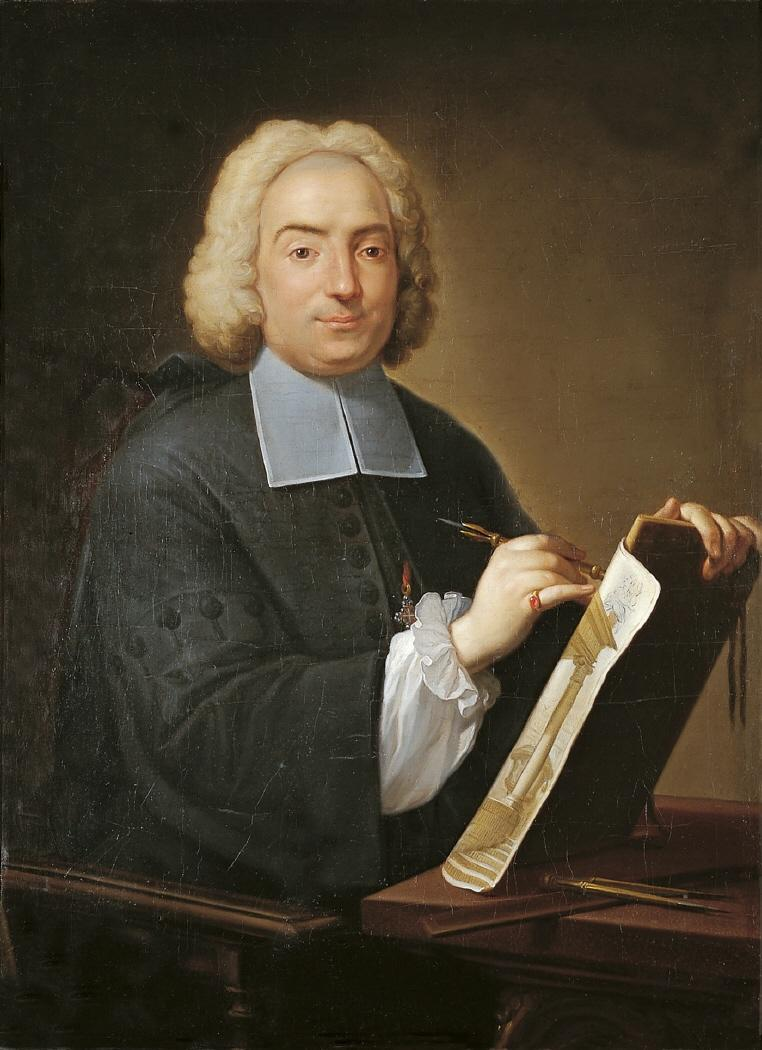
Juvarra

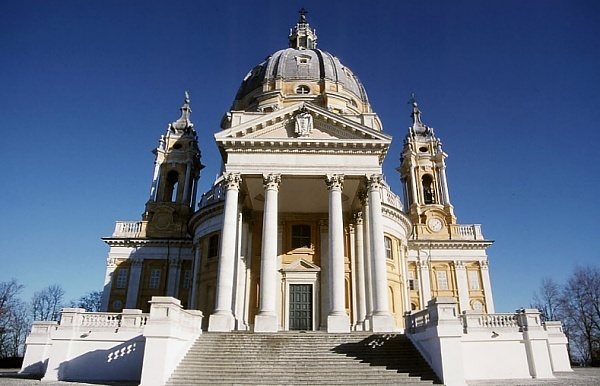
Die Basilica di Superga von Juvarra

Filippo Juvarra (* 7. März 1678 in Messina; † 31. Januar 1736 in Madrid), auch Filippo Juvara oder Felipe Juvarra, war ein italienischer Architekt, Bühnenbildner und Kupferstecher der späten Barockzeit.

## Leben
Fillipo Juvarra entstammte einer Familie von Silberschmieden in Messina. Nachdem er dort schon Aufträge für Bühnenbilder und Festdekorationen erstellt hatte, ging er 1706 nach Rom, wo er den Wettbewerb für die neue Sakristei des Petersdoms gewonnen hatte, hier auch weiter Entwürfe für die Theaterbühne lieferte, aber sich daneben verstärkt der Baukunst widmete und bei Carlo Fontana lernte.
1714 berief ihn Viktor Amadeus II. nach Turin, wo er der prägendste Architekt seiner Generation wurde. Als seine Hauptwerke gelten hier die Basilika von Superga ab 1716, die Erweiterung des Palazzo Madama ab 1718 und das Jagdschloss von Stupinigi ab 1729.
1735 folgte Juvarra der Einladung des spanischen Königs Philipp V. nach Madrid, er entwarf dort den Neubau des Palacio Real und arbeitete bis zu seinem Tod an weiteren Bauprojekten der Bourbonen, wie am Palacio Real von La Granja mit.
Juvarra gehörte zu den größten Architekten des Barock, die Zahl seiner Werke ist nahezu unüberschaubar: in seiner Turiner Zeit nahm er die Bauleitungen und Überarbeitung dutzender Projekte an, er arbeitete an Kirchen, Villen, Stadtpalazzi, Schlössern und widmete sich stadtplanerischen Aufgaben. Juvarras frühe Werke sind von Vorbildern des römischen Barock, vor allem von Francesco Borromini bestimmt, der Plastizität und Bewegung in seine Bauformen gebracht hatte. Noch seine letzten Lebensjahre in Spanien waren von großem Schaffensdrang geprägt. Die Ideen und Anregungen für seine Bauprojekte eignete er sich auf mehreren ausgedehnten Europareisen an, so dass sein Werk auch eine Synthese der europäischen Baukunst des 18. Jahrhunderts ist.

## Werke (Auswahl)
- 1708: Die Capella Antamoro in der römischen Kirche San Girolamo della Carità ist Juvarras einziges Werk in Rom außerhalb der Theaterarchitektur.
- 1716–1731: Auf einer von Turin aus sichtbaren Bergkuppe errichtete er die Wallfahrtskirche Superga, einen Zentralbau mit Freitreppe und monumentaler Vorhalle.
- 1715–1718: Die Fassade von S. Cristina in Turin wirkt plastisch durch ihre konkave Vorwölbung, die an Borromini erinnert.
- 1732–1735: Die Chiesa  del Carmine in Turin zeichnet sich durch eine neuartige Lichtführung aus den hohen Seitenfenstern zwischen den Wandpfeilern aus.
- 1718 wurde das Turiner Militärviertel an der Pta. Susa nach seinen Entwürfen bebaut.
- 1718–1721 setzte Juvarra vor das alte Turiner Schloss Palazzo Madama ein Atrium, eine Treppenanlage und eine neue Fassade, womit er der mittelalterlichen Stadtburg mit theatralischem Gestus einen grandiosen Zugang verschaffte.
- 1730–1731 entwarf er das Jagdschloss Stupinigi in der Nähe von Turin, mit seiner originellen, eleganten Grundrissdisposition und dem prächtigen zentralen Festsaal.